# Đồng Quý phi
Đồng Quý phi Thư Mục Lộc thị (chữ Hán: 彤貴妃舒穆魯氏; 1817 - 1877), là một phi tần của Thanh Tuyên Tông Đạo Quang Đế.

## Tiểu sử

### Nhập cung làm Phi
Thư Mục Lộc thị sinh ngày 19 tháng 4 (âm lịch), giờ Mão, năm Gia Khánh thứ 22 (1817), xuất thân Mãn Châu Chính Hoàng kỳ là con gái của Lang trung Ngọc Chương (玉彰).
Năm Đạo Quang thứ 11 (1831), nhập cung sơ phong làm Đồng Quý nhân (彤貴人) cư ngụ tại Hàm Phúc cung. Phong hiệu "Đồng", cứ theo Mãn văn là 「Jaksangga」, ý là "Tươi đẹp diễm lệ". Đây là một trong số ít phong hiệu của hậu phi của Đạo Quang Đế được chú rõ Mãn ngữ. Năm thứ 12 (1832), sách phong làm Đồng tần (彤嬪).
Năm Đạo Quang thứ 14 (1834), ngày 3 tháng 11, lấy Lễ bộ Thượng thư Tả Đô ngự sử Dịch Hạo (奕颢) làm Chính sứ, Nội các Học sĩ Ân Quế (恩桂) làm Phó sứ, tấn thăng Đồng phi (彤妃). Năm thứ 16 (1836), ngày 20 tháng 12, lấy Đại học sĩ Nguyễn Nguyên (阮元) làm Chính sứ, Lễ bộ Hữu thị lang Liên Thuận (联顺) làm Phó sứ, tấn phong làm Đồng Quý phi (彤貴妃).
Sách văn viết:
| “                                       | 媺睢麟而化起二南。端赖赞襄之职。辉褕翟而品崇九御。允资淑慎之仪。式考彝章。宜申纶诰。咨尔彤妃舒穆噜氏。醇和蕴性。端谨持躬。早选掖庭。聿娴壸范。侍圣母而亲承懿训。夙夜无违。佐中宫而克秉徽音。温恭有恪。兹仰奉皇太后慈谕。以册宝封尔为彤贵妃。尔其鸿禧叠迓。荷巽命而永副庥称。象服载膺。助坤元而克宣雅化。钦哉。 . 媺 tuy lân nhi hóa khởi nhị nam. Đoan lại tán tương chi chức. Huy du địch nhi phẩm sùng cửu ngự. Duẫn tư thục thận chi nghi. Thức khảo di chương. Nghi thân luân cáo. Tư nhĩ Đồng phi Thư Mục Lộc thị. Thuần hòa uẩn tính. Đoan cẩn trì cung. Tảo tuyển dịch đình. Duật nhàn khổn phạm. Thị thánh mẫu nhi thân thừa ý huấn. Túc dạ vô vi. Tá trung cung nhi khắc bỉnh huy âm. Ôn cung hữu khác. Tư ngưỡng phụng Hoàng thái hậu từ dụ. Dĩ sách bảo, phong nhĩ vi Đồng Quý phi. Nhĩ kỳ hồng hi điệp nhạ. Hà tốn mệnh nhi vĩnh phó hưu xưng. Tượng phục tái ưng. Trợ khôn nguyên nhi khắc tuyên nhã hóa. Khâm tai. | ” |
| — Sách văn Đồng Quý phi Thư Mục Lộc thị | |   |

### Giáng vị và phục phong
Năm Đạo Quang thứ 20 (1840), ngày 2 tháng 7, bà hạ sinh Hoàng thất nữ. Năm sau (1841), ngày 26 tháng 11, buổi trưa, hạ sinh Hoàng cửu nữ Hòa Thạc Thọ Hi Công chúa (和碩壽禧公主). Năm thứ 24 (1844), ngày 17 tháng 3, sinh hạ Hoàng thập nữ. Ngày 10 tháng 9, giáng xuống làm Quý nhân. Ngày 20 tháng 12 cùng năm, Hoàng thất nữ chết. Sang ngày 20 tháng 1 năm sau (1845), Hoàng thập nữ cũng chết non.
Nguyên do Đồng Quý phi đột ngột bị giáng vị, dù đã sinh dục Hoàng nữ, hơn nữa còn từ Quý phi rớt xuống Quý nhân, sự thay đổi địa vị quá lớn mà các cứ liệu trước mắt đều không đưa ra được lời giải thỏa đáng. Có tài liệu Nội vụ phủ ghi lại, Thái giám ở Hàm Phúc cung, nơi Đồng Quý phi sinh sống tên gọi Lý Đắc Hỉ (李得喜) bị phát hiện sở hữu nhiều tài vật trái phép, trong đó có quả nửa là những ngự dụng vật phẩm do chính Đạo Quang Đế ban cho Đồng Quý phi, Hoàng đế tức giận mà ra chỉ giáng vị Đồng Quý phi, tất cả Kim sách và Kim bảo khi trước đều bị giao ra cho Nội vụ phủ xử lý. Vào những năm cuối triều Đạo Quang, Hoàng đế đã đồng loạt giáng vị rất nhiều phi tần, tuy vậy trường hợp Đồng Quý phi vẫn là đặc biệt, vì những người khác đều có xuất thân và địa vị thấp, trong khi Đồng Quý phi là từ vị trí chỉ sau Hoàng hậu và Hoàng quý phi. Một bước xuống hàng thấp Quý nhân, đó thật sự là một đại biến.
Năm Đạo Quang thứ 30 (1850), sau khi lên ngôi, Thanh Văn Tông Hàm Phong Đế đã tấn tôn bà lên thành Hoàng khảo Đồng tần (皇考彤嬪). Năm Hàm Phong thứ 11 (1861), ngày 10 tháng 10 (âm lịch), Thanh Mục Tông Đồng Trị Đế tấn phong cho bà là Hoàng tổ Đồng phi (皇祖彤妃). Năm Đồng Trị thứ 13 (1874), ngày 16 tháng 11 (âm lịch), Từ An Thái hậu cùng Từ Hi Thái hậu ra chỉ, tấn phong làm Hoàng tổ Đồng Quý phi (皇祖彤貴妃).
Năm Quang Tự thứ 3 (1877), Đồng Quý phi qua đời, tạm an ở Điền thôn. Ngày 3 tháng 9, giờ Dần, Đồng Quý phi kim quan phụng di. Ngày 8 tháng 9, nhập táng tại Mộ Đông lăng (慕东陵) thuộc Thanh Tây lăng.

## Hậu duệ
- Hoàng thất nữ [2 tháng 7 năm 1840 - 20 tháng 12 năm 1844].
- Thọ Hi Hòa Thạc Công chúa [壽禧和碩公主; 26 tháng 12,1841 - 2 tháng 8 năm 1866], con gái thứ 8 của Đạo Quang Đế, hạ giá lấy Trát Lạp Phong A (扎拉丰阿) thuộc danh tộc Tát Khắc Đặc đại tông.
- Hoàng thập nữ [17 tháng 3 năm 1844 - 20 tháng 1, 1845].

## Văn hóa đại chúng
Đồng Quý nhân Thư Mục Lộc Dĩnh Đồng (舒穆禄·颖彤) trong phim Vạn Phụng Chi Vương (2011)